# 22 Kaliopa
22 Kaliopa (mednarodno ime 22 Kalliope, starogrško starogrško Καλλιόπη: Kalliópe) je izredno velik asteroid tipa M v glavnem asteroidnem pasu. 

## Odkritje
Asteroid je odkril John Russell Hind (1823 – 1895) 16. novembra 1852. Ime je asteroid dobil po Kaliopi, muzi epske poezije v grški mitologiji.

## Lastnosti
Kaliopa je podolgovat asteroid s približnim premerom približno 189 km.
Njegov spekter je značilen za asteroide tipa M, čeprav njegova površina ne kaže, da bi bil kovinski (podobno kot 21 Lutecija). Ker ima Kaliopa naravni satelit (luno), je njegova gostota precej dobro znana. Po gostoti ne izgleda, da bi imel kovinsko sestavo, prej bi lahko trdili, da je skupek manjših kosov snovi. Izgleda, kot da je njegova poroznost okoli 70%. Spektroskopske raziskave so pokazale, da ima na površini hidratirane minerale  
in silikate .
Svetlobne krivulje kažejo, da pol asteroida kaže proti ekliptičnima koordinatama β, λ) = (-23°, 20°) (z 10 % napako), kar pomeni, da je njegova vrtilna os nagnjena proti ekliptiki za 103°. Torej se asteroid vrti retrogradno (vzvratno).

## Naravni satelit
Asteroid Kaliopa ima tudi svojo luno, ki so ji dali ime Linus ali  (22) Kaliopa I Linus. Luna Linus je precej velika, saj ima od 30 do 40 km v premeru. Od Kaliope je oddaljena 1065 km. 
Luno Linus sta odkrila Jean-Luc Margot in Michael E. Brown. Druga skupina, ki jo je vodil William  Merline, ga je neodvisno odkrila tri dni pozneje.

## Okultacije
Japonski astronomi so 7. novembra 2006 prvič opazovali okultacijo asteroidnega satelita z zvezdo. Pri tem so ocenili velikost satelita na 20 do 28 km.